# SA-215
La SA-215 es una carretera de titularidad autonómica de la Junta de Castilla y León (España) que discurre por la provincia de Salamanca entre la localidad de La Fuente de San Esteban y la carretera SA-220.
Además pasa por las localidades de Cabrillas, Abusejo, Tamames y Aldeanueva de la Sierra en la provincia de Salamanca.
Pertenece a la Red Complementaria Preferente de la Junta de Castilla y León.

## Historia
La SA-215 constituye el primero de los cuatro tramos de la Antigua carretera comarcal  C-525 .  Los otros tres tramos son actualmente denominados como SA-315, SA-316 y ZA-316.

## Recorrido
La carretera SA-215 tiene su origen en la intersección con las carreteras N-620 y SA-315 en la localidad de Las Cantinas y termina en Cereceda de la Sierra en la intersección con la carretera SA-220 formando parte de la Red de carreteras de Salamanca.
| Las Cantinas (Intersección con ) - Cereceda de la Sierra (Intersección con ) | Las Cantinas (Intersección con ) - Cereceda de la Sierra (Intersección con ) | Las Cantinas (Intersección con ) - Cereceda de la Sierra (Intersección con ) | Las Cantinas (Intersección con ) - Cereceda de la Sierra (Intersección con ) | Las Cantinas (Intersección con ) - Cereceda de la Sierra (Intersección con ) | Las Cantinas (Intersección con ) - Cereceda de la Sierra (Intersección con ) | Las Cantinas (Intersección con ) - Cereceda de la Sierra (Intersección con ) | Las Cantinas (Intersección con ) - Cereceda de la Sierra (Intersección con ) | Las Cantinas (Intersección con ) - Cereceda de la Sierra (Intersección con ) | Las Cantinas (Intersección con ) - Cereceda de la Sierra (Intersección con ) | Las Cantinas (Intersección con ) - Cereceda de la Sierra (Intersección con ) |
| Esquema                                                                      | PK                                                                           | Sentido Cereceda de la Sierra                                                | Sentido Cereceda de la Sierra                                                | Sentido Cereceda de la Sierra                                                | Sentido Cereceda de la Sierra                                                | Sentido Las Cantinas                                                         | Sentido Las Cantinas                                                         | Sentido Las Cantinas                                                         | Sentido Las Cantinas                                                         | Incidencias                                                                  |
| Esquema                                                                      | PK                                                                           | Velocidad                                                                    | Elemento                                                                     | Salida                                                                       | Salida                                                                       | Salida                                                                       | Salida                                                                       | Elemento                                                                     | Velocidad                                                                    | Incidencias                                                                  |
| Esquema                                                                      | PK                                                                           | Velocidad                                                                    | Elemento                                                                     | Dir.                                                                         | Nombre                                                                       | Nombre                                                                       | Dir.                                                                         | Elemento                                                                     | Velocidad                                                                    | Incidencias                                                                  |
| ---------------------------------------------------------------------------- | ---------------------------------------------------------------------------- | ---------------------------------------------------------------------------- | ---------------------------------------------------------------------------- | ---------------------------------------------------------------------------- | ---------------------------------------------------------------------------- | ---------------------------------------------------------------------------- | ---------------------------------------------------------------------------- | ---------------------------------------------------------------------------- | ---------------------------------------------------------------------------- | ---------------------------------------------------------------------------- |
|                                                                              | 0,0                                                                          |                                                                              |                                                                              | Boadilla                                                                     | Boadilla                                                                     | Boadilla                                                                     |                                                                              |                                                                              |                                                                              |                                                                              |
| La Fuente de San Esteban Vitigudino                                          | 0,0                                                                          |                                                                              |                                                                              |                                                                              |                                                                              |                                                                              |                                                                              |                                                                              |                                                                              |                                                                              |
| Martín de Yeltes                                                             | 0,0                                                                          |                                                                              |                                                                              |                                                                              |                                                                              |                                                                              |                                                                              |                                                                              |                                                                              |                                                                              |
|                                                                              | 0,4                                                                          |                                                                              |                                                                              | Las Cantinas                                                                 | Las Cantinas                                                                 | Las Cantinas                                                                 | Las Cantinas                                                                 |                                                                              |                                                                              |                                                                              |
|                                                                              | 0,6                                                                          |                                                                              |                                                                              |                                                                              | Ciudad Rodrigo Portugal                                                      | Ciudad Rodrigo Portugal                                                      |                                                                              |                                                                              |                                                                              |                                                                              |
|                                                                              | 0,8                                                                          |                                                                              |                                                                              |                                                                              | Salamanca                                                                    | Salamanca                                                                    |                                                                              |                                                                              |                                                                              |                                                                              |
|                                                                              | 2,0                                                                          |                                                                              |                                                                              | Santa Olalla de Yeltes                                                       | Santa Olalla de Yeltes                                                       | Santa Olalla de Yeltes                                                       | Santa Olalla de Yeltes                                                       |                                                                              |                                                                              |                                                                              |
|                                                                              | 2,3                                                                          |                                                                              |                                                                              | Santa Olalla de Yeltes                                                       | Santa Olalla de Yeltes                                                       | Santa Olalla de Yeltes                                                       | Santa Olalla de Yeltes                                                       |                                                                              |                                                                              |                                                                              |
|                                                                              | 8,3                                                                          |                                                                              |                                                                              | CABRILLAS                                                                    | CABRILLAS                                                                    | CABRILLAS                                                                    | CABRILLAS                                                                    |                                                                              |                                                                              |                                                                              |
|                                                                              | 8,6                                                                          |                                                                              |                                                                              | Sepulcro-Hilario El Maíllo                                                   | Sepulcro-Hilario El Maíllo                                                   | Sepulcro-Hilario El Maíllo                                                   | Sepulcro-Hilario El Maíllo                                                   |                                                                              |                                                                              |                                                                              |
|                                                                              | 8,7                                                                          |                                                                              |                                                                              | CABRILLAS                                                                    | CABRILLAS                                                                    | CABRILLAS                                                                    | CABRILLAS                                                                    |                                                                              |                                                                              |                                                                              |
|                                                                              | 12,8                                                                         |                                                                              |                                                                              | ABUSEJO                                                                      | ABUSEJO                                                                      | ABUSEJO                                                                      | ABUSEJO                                                                      |                                                                              |                                                                              |                                                                              |
|                                                                              | 13,4                                                                         |                                                                              |                                                                              | ABUSEJO                                                                      | ABUSEJO                                                                      | ABUSEJO                                                                      | ABUSEJO                                                                      |                                                                              |                                                                              |                                                                              |
|                                                                              | 13,5                                                                         |                                                                              |                                                                              | CM-SA-11 La Sagrada                                                          | CM-SA-11 La Sagrada                                                          | CM-SA-11 La Sagrada                                                          | CM-SA-11 La Sagrada                                                          |                                                                              |                                                                              |                                                                              |
|                                                                              | 19,0                                                                         |                                                                              |                                                                              | San Muñoz                                                                    | San Muñoz                                                                    | San Muñoz                                                                    | San Muñoz                                                                    |                                                                              |                                                                              |                                                                              |
|                                                                              | 19,1                                                                         |                                                                              |                                                                              | TAMAMES                                                                      | TAMAMES                                                                      | TAMAMES                                                                      | TAMAMES                                                                      |                                                                              |                                                                              |                                                                              |
|                                                                              | 19,3                                                                         |                                                                              |                                                                              | Aldehuela de Yeltes                                                          | Aldehuela de Yeltes                                                          | Aldehuela de Yeltes                                                          | Aldehuela de Yeltes                                                          |                                                                              |                                                                              |                                                                              |
|                                                                              | 19,4                                                                         |                                                                              |                                                                              |                                                                              | Aldeanueva de la Sierra                                                      | Aldeanueva de la Sierra                                                      |                                                                              |                                                                              |                                                                              |                                                                              |
|                                                                              | 19,4                                                                         | Salamanca Vecinos Linares de Riofrío                                         |                                                                              |                                                                              |                                                                              |                                                                              |                                                                              |                                                                              |                                                                              |                                                                              |
|                                                                              | 19,4                                                                         | Abusejo La Fuente de San Esteban                                             |                                                                              |                                                                              |                                                                              |                                                                              |                                                                              |                                                                              |                                                                              |                                                                              |
|                                                                              | 19,4                                                                         |                                                                              |                                                                              | TAMAMES                                                                      | TAMAMES                                                                      | TAMAMES                                                                      | TAMAMES                                                                      |                                                                              |                                                                              |                                                                              |
|                                                                              | 19,9                                                                         |                                                                              |                                                                              | El Cabaco La Alberca                                                         | El Cabaco La Alberca                                                         | El Cabaco La Alberca                                                         | El Cabaco La Alberca                                                         |                                                                              |                                                                              |                                                                              |
|                                                                              | 24,6                                                                         |                                                                              |                                                                              | ALDEANUEVA DE LA SIERRA                                                      | ALDEANUEVA DE LA SIERRA                                                      | ALDEANUEVA DE LA SIERRA                                                      | ALDEANUEVA DE LA SIERRA                                                      |                                                                              |                                                                              |                                                                              |
|                                                                              | 27,4                                                                         |                                                                              |                                                                              | El Cabaco                                                                    | El Cabaco                                                                    | El Cabaco                                                                    | El Cabaco                                                                    |                                                                              |                                                                              |                                                                              |
|                                                                              | 25,0                                                                         |                                                                              |                                                                              | ALDEANUEVA DE LA SIERRA                                                      | ALDEANUEVA DE LA SIERRA                                                      | ALDEANUEVA DE LA SIERRA                                                      | ALDEANUEVA DE LA SIERRA                                                      |                                                                              |                                                                              |                                                                              |
|                                                                              | 27,4                                                                         |                                                                              |                                                                              | CM-312 Cilleros de la Bastida La Bastida                                     | CM-312 Cilleros de la Bastida La Bastida                                     | CM-312 Cilleros de la Bastida La Bastida                                     | CM-312 Cilleros de la Bastida La Bastida                                     |                                                                              |                                                                              |                                                                              |
|                                                                              | 30,3                                                                         |                                                                              |                                                                              | Cereceda de la Sierra                                                        | Cereceda de la Sierra                                                        | Cereceda de la Sierra                                                        | Cereceda de la Sierra                                                        |                                                                              |                                                                              |                                                                              |
|                                                                              | 31,8                                                                         |                                                                              |                                                                              | Cilleros de la Bastida La Bastida                                            | Cilleros de la Bastida La Bastida                                            | Cilleros de la Bastida La Bastida                                            | Cilleros de la Bastida La Bastida                                            |                                                                              |                                                                              |                                                                              |
|                                                                              | 32,420                                                                       |                                                                              |                                                                              |                                                                              | Cereceda de la Sierra Ciudad Rodrigo                                         | Cereceda de la Sierra Ciudad Rodrigo                                         | Cereceda de la Sierra Ciudad Rodrigo                                         |                                                                              |                                                                              |                                                                              |
|                                                                              | 32,420                                                                       | Sequeros Béjar                                                               |                                                                              |                                                                              |                                                                              |                                                                              |                                                                              |                                                                              |                                                                              |                                                                              |
|                                                                              | 32,420                                                                       | Tamames                                                                      |                                                                              |                                                                              |                                                                              |                                                                              |                                                                              |                                                                              |                                                                              |                                                                              |